# Aristillus (cráter)

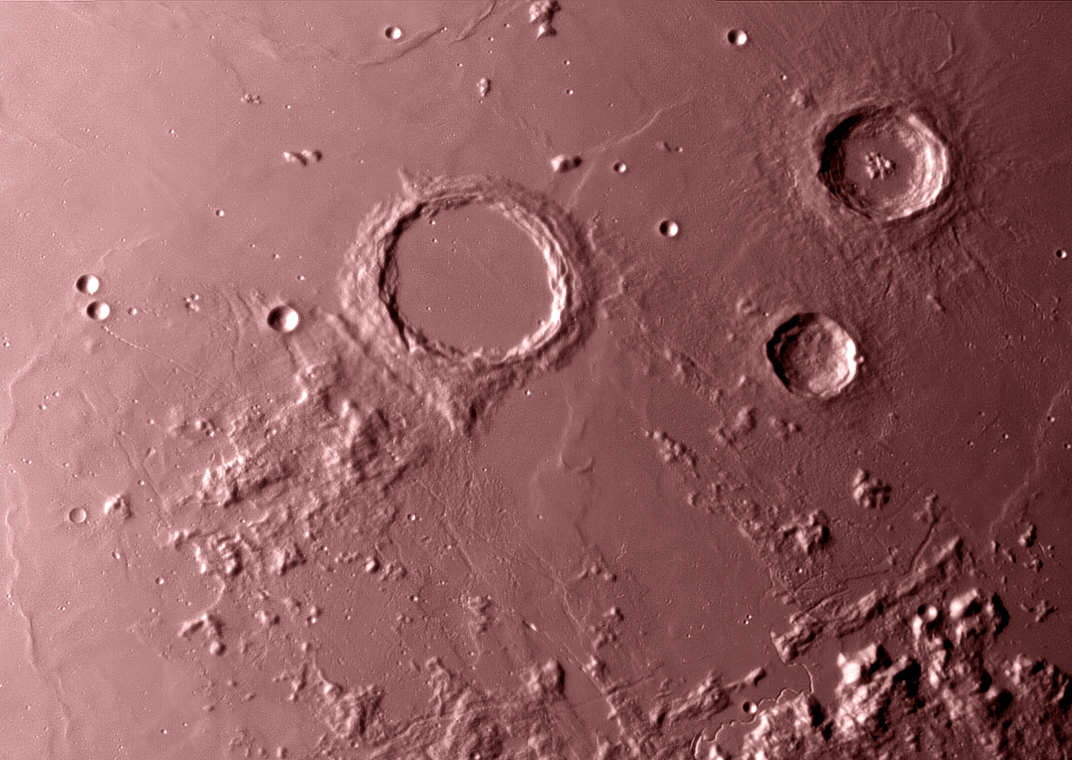
Aristillus es el cráter arriba a la derecha de esta imagen infrarroja. Fotografía cortesía de NOT y SO: M. Gålfalk, G. Olofsson, and H.-G. Florén, tomada con la cámara SIRCA.

Aristillus es un prominente cráter de impacto lunar que se encuentra en el Mare Imbrium oriental. Directamente al sur está el cráter más pequeño Autolycus, mientras que hacia el suroeste se encuentra el gran cráter Archimedes. El área de la mare situada hacia el suroeste se denomina Sinus Lunicus. Al noreste están los cráteres Theaetetus y Cassini.
El nombre del cráter proviene de un astrónomo de la antigua Grecia llamado Aristilo.
El borde de Aristillus tiene una amplia rampa, con un exterior irregular por el material expulsado que es relativamente fácil de distinguir contra la superficie lisa de la mare circundante. El impacto del cráter ha creado un sistema de marcas radiales que se extiende hasta una distancia de más de 600 kilómetros. Debido a estos rayos, Aristillus está asignado como parte del período Copernicano.
El borde es generalmente de forma circular, aunque presenta un ligero aspecto hexagonal. Las paredes interiores del borde tienen una superficie aterrazada, y descienden a un interior relativamente rugoso que no ha sido inundado por la lava. En el medio del cráter se localiza un conjunto de tres picos agrupados, que se elevan a una altitud de aproximadamente 0,9 km.
En los exteriores del norte de la rampa de Aristillus aparecen los restos de un cráter palimpsesto. Es el borde de un antiguo cráter, que ha sido casi totalmente sumergido por los flujos de lava en los alrededores del Mare Imbrium. El extremo sur del borde ha sido cubierto por el material expulsado desde Aristillus. A lo largo de la pared interna del este el borde es una inusual cinta estrecha de material oscuro.
|  |  |

El grupo musical británico Camel dio a la primera canción de su álbum Moonmadness de 1976 el nombre de este cráter.

## Cráteres satélite

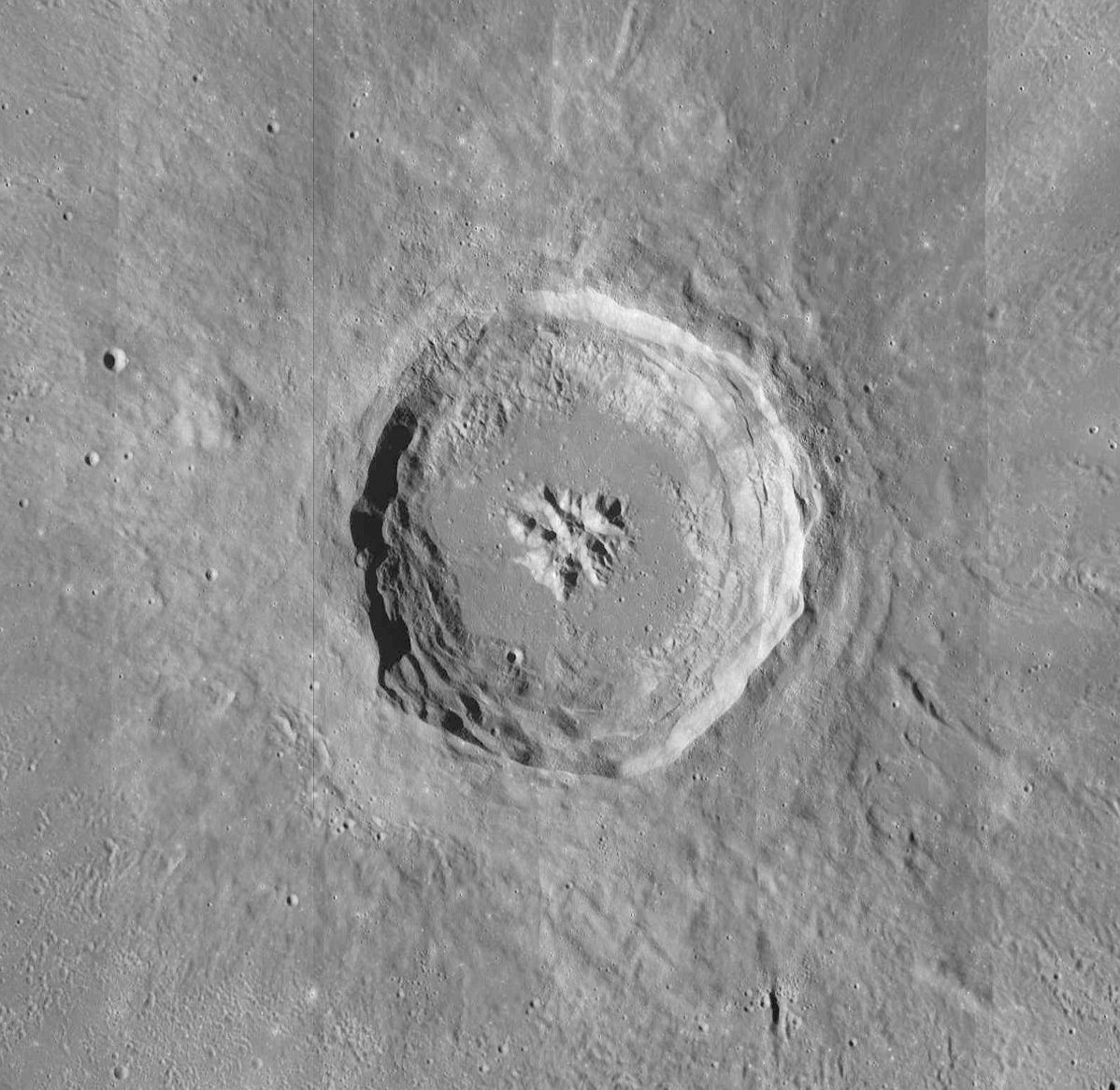
Fotografía de la misión Lunar Reconnaissance Orbiter

Por convención estos elementos son identificados en los mapas lunares poniendo la letra en el lado del punto medio del cráter que está más cerca de Aristillus.
|            | \| Aristillus \| Coordenadas \| Diámetro \| \| ---------- \| --------------------------- \| -------- \| \| A \| 33°36′N 4°30′E / 33.6, 4.5 \| 5 km \| \| B \| 34°48′N 1°54′O / 34.8, -1.9 \| 8 km \| |          |
| Aristillus | Coordenadas | Diámetro |
| A          | 33°36′N 4°30′E / 33.6, 4.5 | 5 km     |
| B          | 34°48′N 1°54′O / 34.8, -1.9 | 8 km     |